# Broxbourne
Broxbourne – miasto w Anglii, w hrabstwie Hertfordshire, w dystrykcie Broxbourne. Leży 7 km na południowy wschód od miasta Hertford i 28 km na północ od centrum Londynu. Miasto liczy 13 298 mieszkańców.